# Obsjtina Nevestino
Obsjtina Nevestino (bulgariska: Община Невестино) är en kommun i Bulgarien.   Den ligger i regionen Kjustendil, i den västra delen av landet, 70 km sydväst om huvudstaden Sofia.
Följande samhällen finns i Obsjtina Nevestino:
- Nevestino

I omgivningarna runt Obsjtina Nevestino växer i huvudsak blandskog. Runt Obsjtina Nevestino är det glesbefolkat, med 8 invånare per kvadratkilometer.